# St. Merløse Station
St. Merløse Station er en dansk jernbanestation i Store Merløse.